# Poshejone
Poshejone (en ruso: Пошехо́нье) es una ciudad del óblast de Yaroslavl, Rusia, ubicada en la desembocadura del río Sogozha en el embalse de Ríbinsk, en la costa este de dicho embalse. Se encuentra a 150 km al noroeste de Yaroslavl, la capital del óblast. Su población en el año 2010 era de 6000 habitantes.

## Historia

Mapa del embalse de Ríbinsk en el que aparece, sobre su orilla este, Poshejone

Se fundó con el nombre de Pertoma (Пертома) en el siglo XVII. En 1777 obtuvo el estatus o categoría de ciudad y se rebautizó con su nombre actual. En 1918, se rebautizó como Poshejonye-Volodarsk (Пошехо́нье-Волода́рск) en honor al revolucionario marxista V. Volodarsky. Volvió a su nombre actual en 1992.

## Economía
Lo más sobresaliente de Poshejone es su fábrica de quesos, que se exportan a toda la Rusia europea.